# Hypulia
Hypulia là một chi bướm đêm thuộc họ Geometridae.